# セコイア郡 (オクラホマ州)
セコイア郡（英: Sequoyah County）は、アメリカ合衆国オクラホマ州の東部に位置する郡である。2010年国勢調査での人口は42,391人であり、2000年の38,972人から8.8％増加した。郡庁所在地はサリソー市（人口8,880人）であり、同郡で人口最大の都市でもある。セコイア郡はフォートスミス（アーカンソー州）大都市圏に属している。

## 歴史
セコイア郡はオクラホマが州に昇格した1907年に設立された。郡名はチェロキー文字を考案したシクウォイアにちなんで名付けられた。

## 地理
アメリカ合衆国国勢調査局に拠れば、郡域全面積は715平方マイル (1,852km2) であり、このうち陸地は674平方マイル (1,745km2) 、水域は41平方マイル (106km2) で、水域率は5.74％である。

### 隣接する郡
- チェロキー郡、アデア郡 - 北
- アーカンソー州クロウフォード郡 - 東
- アーカンソー州セバスチャン郡 (アーカンソー州) - 南東
- ルフロア郡 - 南
- ハスケル郡 - 南西
- マスコギー郡 - 西

### 国立保護地域
- スミス砦国立歴史史跡（部分）
- セコイア国立野生生物保護区（部分）

### 州立公園
ブラッシー湖州立公園とテンキラー州立公園が郡内にある。

## 高規格道路
州間高速道路40号線が郡内を東西に走っており、アメリカ国道59号線が南北に走っている。

## 人口動態

人口ピラミッド

以下は2000年の国勢調査による人口統計データである。
| 基礎データ - 人口: 38,972人 - 世帯数: 14,761 世帯 - 家族数: 10,982 家族 - 人口密度: 22人/km2（58人/mi2） - 住居数: 16,940軒 - 住居密度: 10軒/km2（25軒/mi2） 人種別人口構成 - 白人: 6812% - アフリカン・アメリカン: 1.86% - ネイティブ・アメリカン: 19.64% - アジア人: 0.22% - 太平洋諸島系: 0.03% - その他の人種: 0.74% - 混血: 9.39% - ヒスパニック・ラテン系: 2.03% 言語による人口構成 - 英語: 95.8% - チェロキー語: 2.1% - スペイン語: 1.7% 年齢別人口構成 - 18歳未満: 27.4% - 18-24歳: 8.2% - 25-44歳: 26.9% - 45-64歳: 24.0% - 65歳以上: 13.5% - 年齢の中央値: 36歳 - 性比（女性100人あたり男性の人口） - 総人口: 97.3 - 18歳以上: 92.5 | 世帯と家族（対世帯数） - 18歳未満の子供がいる: 34.2% - 結婚・同居している夫婦: 58.2% - 未婚・離婚・死別女性が世帯主: 11.9% - 非家族世帯: 25.6% - 単身世帯: 22.4% - 65歳以上の老人1人暮らし: 10.2% - 平均構成人数 - 世帯: 2.61人 - 家族: 3.05人 収入と家計 - 収入の中央値 - 世帯: 27,615米ドル - 家族: 32,673米ドル - 性別 - 男性: 26,613米ドル - 女性: 19,751米ドル - 人口1人あたり収入: 13,405米ドル - 貧困線以下 - 対人口: 19.8% - 対家族数: 16.1% - 18歳未満: 24.8% - 65歳以上: 18.1% |

## 法の執行
郡の方の執行者はセコイア郡保安官である。この部門は郡内田園部全てをパトロールしており、少なくとも3人の捜査官がいる。

## 都市と町
| - エイキンズ - ベルフォント - ブレント - ブラッシー - カーライル - ドワイトミッション - イブニングシェイド | - フルートスプリングス - ガンズ - ゴア - ロング - マーブルシティコミュニティ - マーブルシティ - マッキー | - モフェット - マルドロウ - ノッチータウン - パラダイスヒル - ピンフックコーナーズ - レッドバードスミス - レミー | - ローランド - サリソー - 郡庁所在地 - ショート - ストーニーポイント - シカモア - ビアン |